# Lamiales
Lamiales este un ordin care cuprinde, în general, plante ierboase cu flori actinomorfe sau (cele evoluate) zigomorfe, tetraciclice, pentamere. Androceul conține 4 sau 2 stamine, iar gineceul este bicarpelar, superior. Fructul poate fi capsulă multispermă sau fruct uscat segmentat în patru nucule monosperme.

## Familii
Ordinul Lamiales cuprinde peste 11.000 de specii grupate în următoarele familii:
- Acanthaceae (cca 250 genuri și 2500 specii)
- Bignoniaceae (cca 100 genuri și 800 specii)
- Boraginaceae
- Byblidaceae
- Calceolariaceae
- Carlemanniaceae
- Gesneriaceae (cca 150 genuri și 3200 specii)
- Gratiolaceae
- Lamiaceae (cca 20 genuri și 3200 specii)
- Lentibulariaceae (cca 3 genuri)
- Linderniaceae
- Martyniaceae
- Myoporaceae  (cca 3 genuri)
- Oleaceae (cca 25 genuri și 600 specii)
- Orobanchaceae (cca 5 genuri)
- Paulowniaceae
- Pedaliaceae (cca 17 genuri)
- Phrymaceae
- Plantaginaceae
- Plocospermataceae
- Schlegeliaceae
- Scrophulariaceae (cca 190 genuri și 4000 specii)
- Stilbaceae
- Tetrachondraceae
- Verbenaceae

## Legături externe
Materiale media legate de Lamiales la Wikimedia Commons